# The Walking Dead (phim truyền hình)
The Walking Dead là một loạt phim truyền hình Mỹ thuộc thể loại kinh dị và hậu tận thế của kênh AMC, dựa trên seri truyện tranh cùng tên do Robert Kirkman, Tony Moore và Charlie Adlard sáng tạo. Lấy bối cảnh đại dịch zombie, bộ phim quy tụ một dàn diễn viên đông đảo vào vai những người cố gắng sống sót trước nguy cơ luôn rình rập: bị tấn công bởi những thây ma ăn thịt – thường được gọi bằng cái tên "walkers". Không dừng lại ở đó, trong hoàn cảnh trật tự xã hội đã hoàn toàn sụp đổ, những người còn sống này tập hợp thành nhiều nhóm và cộng đồng với luật lệ cũng như tôn chỉ riêng biệt, do đó liên tục xảy ra xung đột và thù địch giữa các cộng đồng. Nam diễn viên Andrew Lincoln đảm nhiệm vai chính Rick Grimes cho đến khi anh rời đi vào cuối mùa thứ chín. Ngoài Lincoln, các diễn viên cũng đã gắn bó nhiều năm với bộ phim bao gồm Norman Reedus, Steven Yeun, Chandler Riggs, Melissa McBride, Lauren Cohan, Danai Gurira, Josh McDermitt và Christian Serratos.
Tại Mỹ, The Walking Dead được phát sóng độc quyền trên kênh AMC và chiếu quốc tế bởi Fox Networks Group. Tập phim đầu tiên công chiếu ngày 31 tháng 10 năm 2010. Mùa thứ mười phát sóng vào ngày 6 tháng 10 năm 2019 và AMC đã xác nhận việc thực hiện mùa 11 – cũng là mùa cuối cùng. Nhiều sản phẩm liên quan đến loạt phim được AMC phát triển, trong đó có seri phim ngoại truyện Fear the Walking Dead ra mắt vào ngày 23 tháng 8 năm 2015 và đang được làm mới cho mùa thứ sáu. Phần phim ngoại truyện thứ hai mang tên The Walking Dead: World Beyond dự kiến khởi chiếu vào năm 2020. AMC đã công bố kế hoạch sản xuất ba bộ phim tiếp nối câu chuyện của Rick sau khi Lincoln rời The Walking Dead. Năm 2020, thêm hai phần phim ngoại truyện được công bố: một xoay quanh hai nhân vật của Reedus và McBride; một kể về quá khứ của từng nhân vật và thuộc thể loại tuyển tập.
AMC Studios thực hiện quá trình sản xuất cho The Walking Dead tại bang Georgia, Hoa Kỳ. Hầu hết các cảnh quay diễn ra trong không gian ngoài trời rộng lớn của Riverwood Studios gần Senoia, Georgia. Frank Darabont, tác giả loạt truyện tranh gốc, cũng là giám đốc sản xuất của mùa đầu tiên. Tuy nhiên, mâu thuẫn giữa Darabont và AMC buộc ông phải rời khỏi loạt phim, dẫn đến việc ông và một số người khác nhiều lần đâm đơn kiện nhà đài này. Sau Darabont, Glen Mazzara, Scott M. Gimple và Angela Kang đảm nhiệm vai trò giám đốc sản xuất của The Walking Dead.
Kể từ mùa thứ ba, The Walking Dead thu hút lượng khán giả từ 18 đến 49 tuổi nhiều nhất trong số bất kỳ bộ phim truyền hình cáp hoặc truyền hình mặt đất nào, dù vậy số lượng người xem đã giảm trong các mùa sau. Ngoài ra, nhìn chung loạt phim cũng được các nhà phê bình đánh giá tích cực, mang về nhiều đề cử cho các giải thưởng, trong đó bao gồm đề cử của lễ trao giải Quả cầu vàng cho Phim truyền hình hay nhất – Chính kịch và Hiệp hội biên kịch Mỹ cho Seri mới.
Loạt phim sẽ chính thức khép lại vào năm 2022 sau khi mùa thứ 11 – công chiếu năm 2021, kết thúc. Sau đó sẽ là Tales of The Walking Dead và bộ phim khác (không có tựa đề chính thức) sẽ được khởi chiếu vào năm 2023. Nội dung phim tập trung vào hai nhân vật Daryl và Carol.

## Tóm tắt chung
The Walking Dead lấy bối cảnh thế giới sau sự bùng nổ của đại dịch zombie. Các thây ma, thường được gọi bằng cái tên "walkers", di chuyển tương đối chậm chạp về phía con người và sinh vật sống khác để ăn thịt. Ngoài ra, chúng cũng bị thu hút bởi tiếng ồn (ví dụ: tiếng súng bắn) và nhiều mùi hương (ví dụ: mùi người sống). Ban đầu, tưởng chừng như chỉ những người bị thây ma cắn hoặc cào mới có thể biến đổi thành đồng loại của chúng, nhưng sự thật đã sớm được tiết lộ rằng tất cả những người sống đều mang mầm bệnh gây ra sự biến đổi. Biến đổi này sẽ diễn ra sau khi vật chủ mang mầm bệnh chết đi và cách duy nhất để tiêu diệt vĩnh viễn một xác sống là tấn công vào bộ não hoặc hủy hoại cơ thể nó, chẳng hạn như thiêu sống.
Loạt phim xoay quanh phó cảnh sát trưởng Rick Grimes, người tỉnh dậy sau một cơn hôn mê dài. Trong khi anh hôn mê, thế giới đã bị thây ma chiếm đóng. Anh trở thành thủ lĩnh của một nhóm những người sống sót đến từ Atlanta, Georgia. Họ phải cố gắng sinh tồn và tự vệ, không chỉ trước sự tấn công của đám thây ma mà còn bởi các nhóm người sống sót khác, vốn luôn bất chấp mọi thủ đoạn để được sống.
| Mùa | Mùa | Số tập | Số tập | Phát sóng gốc        | Phát sóng gốc        |
| Mùa | Mùa | Số tập | Số tập | Phát sóng lần đầu    | Phát sóng lần cuối   |
| --- | --- | ------ | ------ | -------------------- | -------------------- |
|     | 1   | 6      | 6      | 31 tháng 10 năm 2010 | 5 tháng 12 năm 2010  |
|     | 2   | 13     | 13     | 16 tháng 10 năm 2011 | 18 tháng 3 năm 2012  |
|     | 3   | 16     | 16     | 14 tháng 10 năm 2012 | 31 tháng 3 năm 2013  |
|     | 4   | 16     | 16     | 13 tháng 10 năm 2013 | 30 tháng 3 năm 2014  |
|     | 5   | 16     | 16     | 12 tháng 10 năm 2014 | 29 tháng 3 năm 2015  |
|     | 6   | 16     | 16     | 11 tháng 10 năm 2015 | 3 tháng 4 năm 2016   |
|     | 7   | 16     | 16     | 23 tháng 10 năm 2016 | 2 tháng 4 năm 2017   |
|     | 8   | 16     | 16     | 22 tháng 10 năm 2017 | 15 tháng 4 năm 2018  |
|     | 9   | 16     | 16     | 7 tháng 10 năm 2018  | 31 tháng 3 năm 2019  |
|     | 10  | 22     | 22     | 6 tháng 10 năm 2019  | 4 tháng 4 năm 2021   |
|     | 11  | 24     | 24     | 22 tháng 8 năm 2021  | 20 tháng 11 năm 2022 |

### Mùa 1 (2010)
Phó cảnh sát trưởng Rick Grimes tỉnh dậy sau cơn hôn mê dài và nhận ra thế giới đã bị những thây ma chiếm đóng. Sau khi kết bạn với Morgan Jones, Rick đi một mình đến Atlanta để tìm vợ và con trai anh, Lori và Carl, cũng như đồng nghiệp và đồng thời là người bạn thân nhất của anh, Shane Walsh; ở đây anh cũng gặp nhiều người sống sót khác. Cả nhóm di chuyển đến Trung tâm kiểm soát và phòng ngừa dịch bệnh (CDC), nhưng thành viên CDC duy nhất còn lại nói với họ rằng thực tế không hề có phương pháp chữa bệnh nào được tìm ra.

### Mùa 2 (2011-12)
Khởi hành từ Atlanta, nhóm Rick dừng chân tại trang trại của Hershel Greene trong khi họ tìm kiếm cô con gái mất tích của Carol, Sophia. Căng thẳng gia tăng giữa mọi người sau khi Glenn phát hiện ra rằng Hershel giấu trong nhà kho của mình những người thân và bạn bè đã biến đổi thành thây ma, bao gồm cả Sophia. Rick biết được chuyện Shane và Lori có quan hệ tình cảm khi đại dịch mới bùng phát. Tình bạn của Shane và Rick ngày càng trở nên rạn nứt khi Lori tiết lộ rằng cô đang mang thai. Trong một cuộc ẩu đả giữa hai người, Rick buộc phải giết Shane để tự vệ. Tiếng ồn do súng bắn thu hút một lượng lớn các thây ma kéo đến trang trại, khiến nhóm Rick và gia đình Hershel phải sơ tán khỏi đây.

### Mùa 3 (2012-13)
Tám tháng sau khi rời trang trại của Hershel, nhóm Rick tìm thấy một nhà tù, nơi họ quét sạch đám thây ma để làm nơi ở mới. Lori thiệt mạng khi sinh con, khiến Rick trở nên thu mình. Trong khi đó, Michonne cứu Andrea và cả hai tìm ra Woodbury, một thị trấn kiên cố do người đàn ông được gọi là The Governor (Thống đốc) đứng đầu. Hắn phát hiện ra nhà tù của nhóm Rick, dẫn đến xung đột thù địch giữa hai bên. Nhóm Rick đột kích vào Woodbury và phá hủy nơi này, nhưng cuối cùng Thống đốc đã gián tiếp giết chết Andrea và tẩu thoát. Người dân của Woodbury đến sống cùng nhóm Rick tại nhà tù.

### Mùa 4 (2013-14)
Vài tháng sau cuộc tấn công của Thống đốc, một đợt cúm chết người bùng phát ở nhà tù khiến nhiều người thiệt mạng. Mặt khác, Thống đốc tìm thấy những người từng là cánh tay phải của mình và giết họ, chiếm quyền tiếp quản nhóm của họ và quay trở lại đánh phá nhà tù. Nhóm Rick buộc phải tách ra để chạy trốn, nhưng trước đó Hershel và Thống đốc bị giết. Những người sống sót chia cắt thành các nhóm nhỏ, đối mặt với nhiều thử thách và gặp gỡ một số nhân vật mới. Họ đều tìm thấy những tấm bảng chỉ dẫn đến một nơi trú ẩn an toàn mang tên Terminus. Từng nhóm một đoàn tụ tại Terminus, nhưng tất cả sớm bị tống giam mà không rõ lý do.

### Mùa 5 (2014-15)
Rick phát hiện ra cư dân Terminus chuyên ăn thịt người, nhưng nhóm của anh đã đánh bại chúng và đoàn tụ. Vài người trong nhóm bị bắt cóc đến Grady – bệnh viện do một số cảnh sát và bác sĩ điều hành với mục đích không trong sạch. Khi những người sống sót hồi phục, Aaron tiếp cận họ và mời họ tham gia vào một cộng đồng kiên cố có tên là Alexandria do Deanna Monroe lãnh đạo. Ban đầu, nhóm Rick được chào đón thân thiện, nhưng họ nhận ra rằng cư dân ở đây hoàn toàn không có kinh nghiệm chiến đấu do chưa từng phải trực tiếp đối mặt với thây ma. Rick làm quen với một người phụ nữ tên Jessie Anderson và phát hiện ra cô bị chồng bạo hành. Trong một cuộc xung đột, Rick đã giết anh ta với sự cho phép của Deanna. Morgan bất ngờ đến, chứng kiến cảnh Rick xử tử người chồng bạo hành.

### Mùa 6 (2015-16)
Cư dân của Alexandria tin tưởng nhóm Rick sẽ bảo vệ tốt thị trấn. Băng nhóm có tên The Wolves cho một bầy thây ma tấn công vào Alexandria, khiến Deanna và toàn bộ gia đình Anderson cùng nhiều người khác thiệt mạng. Trong khi gây dựng lại, Alexandria biết đến cộng đồng Hilltop. Một người đàn ông tự xưng là Jesus đưa ra lời mời Alexandria trao đổi nhu yếu phẩm với Hilltop, đổi lại nhóm Rick phải giúp chấm dứt mối đe dọa từ quân Saviors – những kẻ cướp bóc bằng vũ lực do một gã tên Negan cầm đầu. Nhóm Rick tiêu diệt một tiền đồn của quân Saviors, nhưng sau đó họ bị Negan chặn bắt và buộc phải đầu hàng.

### Mùa 7 (2016-17)
Negan ra tay một cách tàn độc với Glenn và Abraham, bắt đầu tiến hành cai trị Alexandria. Rick ban đầu chịu khuất phục và phục tùng hắn, nhưng Michonne thuyết phục anh chống lại. Họ chạm trán cộng đồng Scavengers và nhờ giúp sức chống lại quân Saviors. Carol và Morgan kết bạn với Ezekiel, "vua" của cộng đồng Kingdom, trong khi đó Maggie và Sasha gia nhập Hilltop. Rosita và Eugene lén chế đạn để giết Negan nhưng không thành vì viên đạn bị Lucille, cây gậy bóng chày quấn kẽm gai của Negan chặn lại. Negan dùng bạo lực ép buộc Eugene về phe Saviors. Scavengers phản bội nhóm Rick, cùng quân Saviors tiến đánh Alexandria nhưng mau chóng bị đẩy lùi, nhờ có sự hy sinh của Sasha và trợ giúp kịp thời từ binh lính Kingdom, Hilltop.

### Mùa 8 (2017-18)
Rick, Maggie và Ezekiel tập hợp ba cộng đồng lại để cùng chung sức trong cuộc chiến tiêu diệt Negan và quân Saviors. Hai bên đều chịu tổn thất nặng nề về mặt quân số. Nhiều binh lính của Kingdom phải bỏ mạng, còn Alexandria cũng sụp đổ trước một cuộc tấn công của Saviors. Carl bị một thây ma cắn. Trước khi tự mình an tử, cậu thuyết phục Rick kết thúc chiến tranh và tái tạo lại xã hội. Negan định diệt sạch Rick và các đồng minh trong trận chiến cuối cùng, nhưng Eugene làm tiêu tùng kế hoạch này bằng cách ngầm phá những viên đạn của Saviors. Rick toan giết Negan, nhưng sau đó lại quyết định làm trái mong muốn trả thù hắn của Maggie: anh tha cho Negan, bỏ tù ông ta và kết thúc chiến tranh.

### Mùa 9 (2018-19)
Mười tám tháng sau khi đế chế của Negan sụp đổ, Rick đề xuất xây dựng một cây cầu để trao đổi hàng hoá được thuận lợi hơn, nhưng việc này lại dẫn đến nhiều sự căm phẫn trong nội bộ. Rick được trông thấy như thể đã thiệt mạng khi anh phá hủy cây cầu để ngăn chặn sự tấn công của một bầy thây ma. Sáu năm sau, một mối đe doạ mới mang tên Whisperers (Tạm dịch: Thì thầm) xuất hiện: chúng là những kẻ có khả năng kiểm soát đám thây ma. Quân Whisperers đe doạ những người sống sót không được xâm phạm vào lãnh thổ của chúng. Thủ lĩnh của nhóm Whisperers, Alpha, tập hợp được một bầy thây ma rất lớn mà bà ta sẵn sàng thả ra bất cứ lúc nào nếu như họ cố tình xâm phạm. Sau khi con gái bà là Lydia vì cộng đồng Kingdom mà rời bỏ nhóm của mẹ mình, Alpha từ mặt con và ra tay giết hại nhiều cư dân trong một hội chợ thường niên ở Kingdom.

### Mùa 10 (2019-20)
Tháng 2 năm 2019, AMC thông báo mùa thứ mười của loạt phim sẽ bắt đầu phát sóng vào ngày 6 tháng 10 năm 2019. Danai Gurira, nữ diễn viên thủ vai Michonne từ mùa thứ ba, khẳng định cô sẽ từ giã loạt phim ở mùa 10 và chỉ kí hợp đồng tham gia năm tập trong phần phim này. Tuy nhiên, Gurira cũng cho biết rằng cô có thể hợp tác với Andrew Lincoln trong ba bộ phim điện ảnh ngoại truyện-tiếp nối sắp tới. Ngày 24 tháng 3 năm 2020, AMC tuyên bố rằng lịch chiếu tập cuối của mùa thứ mười phải tạm hoãn do ảnh hưởng của đại dịch COVID-19. Tập phim này sẽ phát sóng vào ngày 4 tháng 10 năm 2020. Bên cạnh đó, mùa 10 cũng sẽ được bổ sung thêm sáu tập, dự kiến phát sóng đầu năm 2021.

### Mùa 11
Ngày 5 tháng 10 năm 2019, một ngày trước khi mùa 10 khởi chiếu, AMC đưa ra thông báo về việc thực hiện mùa thứ 11 cho The Walking Dead, bên cạnh đó sự trở lại của Lauren Cohan và nhân vật Maggie cũng được xác nhận. Tháng 3 năm 2020, báo chí đưa tin rằng khâu tiền sản xuất cho mùa 11 đã phải tạm dừng và lịch quay phim sẽ lùi lại từ ba đến bốn tuần do ảnh hưởng của đại dịch COVID-19. Ngoài thông tin mùa thứ mười sẽ được bổ sung thêm 6 tập, AMC cũng cho biết rằng mùa 11 sẽ không khởi chiếu vào tháng 10 năm 2020 như kế hoạch ban đầu.

### Tương lai
Vào năm 2014, một trong những giám đốc sản xuất của The Walking Dead, David Alpert, phát biểu rằng dựa vào loạt truyện tranh gốc, họ đã có đủ ý tưởng để tiếp tục câu chuyện của Rick Grimes và đồng đội trong bảy năm tới. "Tôi tình cờ cũng rất thích làm việc dựa trên tư liệu nguồn, chủ yếu là vì ta đã có sẵn trong tay những ý tưởng không tồi cho diễn biến của mùa 10", Alpert chia sẻ. "Chúng tôi biết mùa 11 và 12 [sẽ] ra sao... chúng tôi đã có những tiêu chuẩn và sự kiện quan trọng dành riêng cho các mùa này nếu như ta đủ may mắn để tiếp tục cho đến khi đó." Tháng 9 năm 2018, giám đốc điều hành của AMC, Josh Sapan khẳng định họ có kế hoạch tiếp tục phát triển thương hiệu The Walking Dead trong 10 năm nữa, bao gồm các phim điện ảnh và truyền hình dựa trên bộ truyện tranh gốc.

## Diễn viên và nhân vật

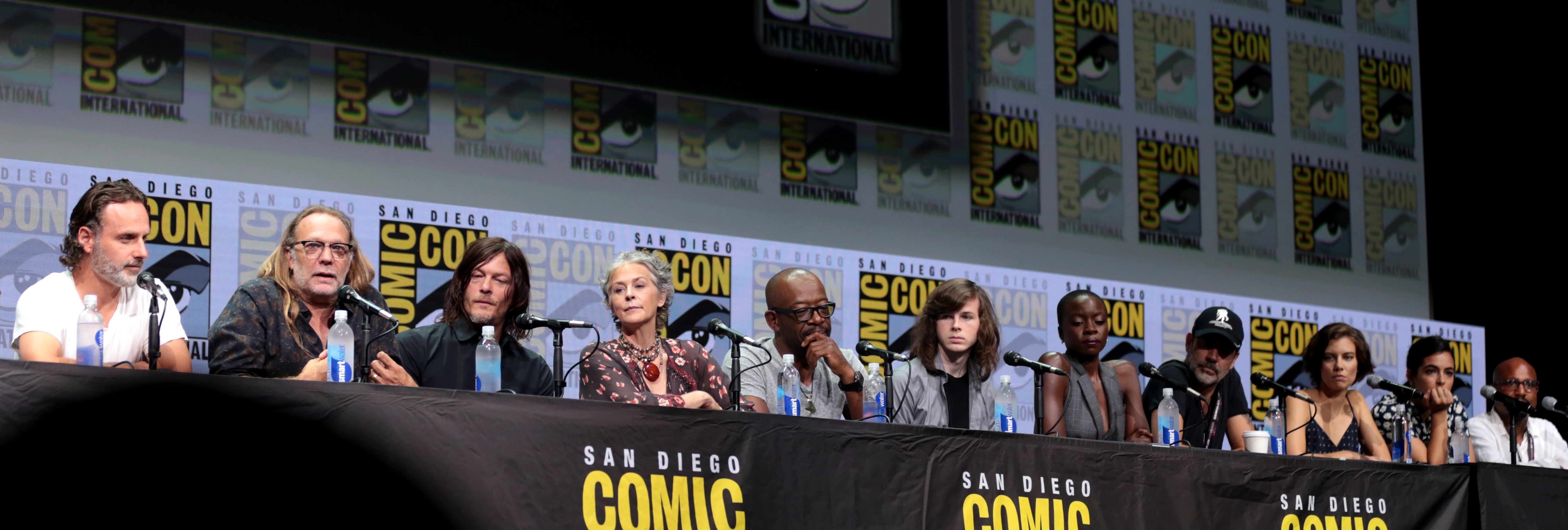
Từ trái sang phải: Andrew Lincoln (Rick), Greg Nicotero (nhà sản xuất), Norman Reedus (Daryl), Melissa McBride (Carol), Lennie James (Morgan), Chandler Riggs (Carl), Danai Gurira (Michonne), Jeffrey Dean Morgan (Negan), Lauren Cohan (Maggie), Alanna Masterson (Tara) và Seth Gilliam (Gabriel) trong một cuộc hội thảo về loạt phim tại San Diego Comic-Con, tháng 7 năm 2017

Danh sách dưới đây bao gồm các diễn viên có tên trong phần giới thiệu mở đầu mỗi tập phim và những người được ghi nhận là "cũng đóng vai chính" (hay "also starring"). Những diễn viên xuất hiện định kì và khách mời được liệt kê trong các bài viết riêng về từng mùa.
- Andrew Lincoln vai Rick Grimes: Nhân vật chính của loạt phim. Vốn là phó cảnh sát trưởng, Rick trở thành thủ lĩnh của một nhóm những người sống sót và sau đó nắm quyền lãnh đạo Alexandria. (mùa 1–9)
- Jon Bernthal vai Shane Walsh: Đồng nghiệp của Rick khi cả hai còn là cảnh sát, đồng thời cũng là người bạn thân nhất của anh. Trong mùa thứ hai, Shane cạnh tranh quyết liệt trên nhiều phương diện với Rick. (mùa 1–2; khách mời đặc biệt mùa 3, 9)[25]
- Sarah Wayne trong vai Lori Grimes: Vợ của Rick, có quan hệ tình cảm với Shane khi cô nghĩ rằng chồng mình đã chết. (mùa 1–3)
- Laurie Holden vai Andrea: Cựu luật sư dân quyền, một trong những thành viên đầu tiên của nhóm những người sống sót đến từ Atlanta. (mùa 1–3)
- Jeffrey Demunn trong vai Dale Horvath: Thành viên lớn tuổi của nhóm Atlanta, chủ nhân chiếc xe RV mà cả nhóm sử dụng để di chuyển. Thường là người đưa ra những lời khuyên lí trí cho cả nhóm. (mùa 1–2)
- Steven Yeun vai Glenn Rhee: Cựu nhân viên giao pizza, từng cứu mạng Rick. Glenn yêu Maggie Greene và sau đó hai người thành vợ chồng. Trong suốt loạt phim, Glenn là thành viên không thể thiếu của nhóm nhờ những phẩm chất tốt đẹp và tính cách quyết đoán. (mùa 1–7)
- Chandler Riggs vai Carl Grimes: Con trai của Rick và Lori. Cậu buộc phải trưởng thành sớm và học cách sinh tồn trong thế giới mới hậu tận thế đầy chết chóc. (mùa 1–8)
- Norman Reedus vai Daryl Dixon: Thợ săn chính và thành viên chủ chốt của nhóm. Daryl là phụ tá đáng tin cậy của Rick. (mùa 2–hiện tại; xuất hiện trong mùa 1)
- Melissa McBride vai Carol Peletier: Từng là một bà nội trợ yếu đuối bị chồng ngược đãi, Carol đã mạnh mẽ vượt qua quá khứ để trở thành một chiến binh giỏi, tháo vát, có khả năng đưa ra những quyết định khó khăn. (mùa 2–hiện tại; xuất hiện trong mùa 1)
- Lauren Cohan vai Maggie Greene: Con gái lớn của nhà Greene, kết hôn và có một người con với Glenn. Về sau cô trở thành người đứng đầu thuộc địa Hilltop. (mùa 3-9; xuất hiện trong mùa 2)
- Danai Gurira vai Michonne: Người phụ nữ mạnh mẽ luôn mang theo mình thanh kiếm katana biểu tượng. Về sau Michonne và Rick nảy sinh tình cảm, đồng thời cô cũng đóng vai trò như một người mẹ đối với các con của anh. (mùa 3–10)
- Scott Wilson vai Hershel Greene: Bác sĩ thú y và nông dân. Ông luôn khẳng định rằng đức tin và kinh thánh chính là kim chỉ nam dẫn đường cho nhóm. Hershel là cha đẻ của Maggie và Beth Greene. (mùa 3–4; khách mời đặc biệt mùa 9; xuất hiện trong mùa 2)[25]
- Michael Rooker vai Merle Dixon: Anh trai của Daryl Dixon, một gã phân biệt chủng tộc và tính tình bất ổn. Trong mùa thứ ba, Merle là cánh tay phải của Thống đốc. (mùa 3; khách mời mùa 1–2)
- David Morrissey vai Philip Blake / The Governor (Thống đốc): Người đứng đầu có tư tưởng đầy thù địch của thị trấn Woodbury, một kẻ tàn nhẫn, hoang tưởng và nguy hiểm. (mùa 3–4; khách mời đặc biệt mùa 5)
- Emily Kinney vai Beth Greene: Con gái của Hershel và em gái cùng cha khác mẹ của Maggie, một cô gái tuổi teen nói năng nhỏ nhẹ và thích ca hát. (mùa 4–5; xuất hiện trong mùa 2–3)
- Chad L. Coleman vai Tyreese Williams: Là một người cứng cỏi nhưng cũng rất từ bi, Tyreese đặc biệt coi trọng lý lẽ đạo đức. Anh gặp khó khăn trong việc chấp nhận vài chiến lược sinh tồn vô nhân tính của nhóm và khó lòng ra tay giết chóc để bảo vệ nhóm. (mùa 4–5; xuất hiện trong mùa 3)
- Sonequa Martin-Green vai Sasha Williams: Cô em gái nóng tính của Tyreese. Từng là một lính cứu hỏa, Sasha nay trở thành tay bắn tỉa thiện nghệ của nhóm. Cô mắc chứng rối loạn stress sau sang chấn thương sau khi phải trải qua nhiều mất mát cá nhân. (mùa 4–7; khách mời đặc biệt mùa 9; xuất hiện trong mùa 3)[25]
- Lawrence Gilliard Jr. vai Bob Stookey: Cựu bác sĩ quân y, một người đã cai nghiện rượu. Anh có tình cảm gần gũi với Sasha. (mùa 4–5)
- Michael Cudlitz vai Abraham Ford: Cựu trung sĩ quân đội, có nhiệm vụ đưa một người sống sót đến Washington, D.C. để tìm ra phương thuốc đối phó với virus xác sống. (mùa 5–7; xuất hiện trong mùa 4)
- Josh McDermitt vai Eugene Porter: Người đàn ông tuyên bố rằng mình biết cách điều chế liều thuốc điều trị virus xác sống. Anh tỏ ra hèn nhát và vô dụng mỗi khi đối mặt với thây ma nhưng lại là người có đầu óc lại rất nhạy bén. (mùa 5–hiện tại; xuất hiện trong mùa 4)
- Christian Serratos vai Rosita Espinosa: Cô gái cứng cỏi với khả năng tập trung tuyệt vời và rất tháo vát. Rosita là bạn gái của Abraham. (mùa 5–hiện tại; xuất hiện trong mùa 4)
- Alanna Masterson vai Tara Chambler: Cựu sinh viên học viện cảnh sát. Cô từng theo phe Thống đốc nhưng sau đó đã gia nhập nhóm của Rick. Tara đóng vai trò như là một người tìm kiếm nhu yếu phẩm chính. (mùa 5–9; xuất hiện trong mùa 4)
- Andrew J. West vai Gareth: Kẻ ăn thịt người lãnh đạo Terminus. Hắn bắt giữ, ép buộc nhóm Rick phải phục tùng và cuối cùng bị Rick xử tử. (mùa 5; khách mời mùa 4)
- Seth Gilliam vai Gabriel Stokes: Một linh mục gia nhập nhóm Rick. Anh thiếu kinh nghiệm chiến đấu với đám thây ma và gặp khó khăn trong việc duy trì đức tin của mình giữa một thế giới hoàn toàn mới. (mùa 5–hiện tại)
- Lennie James vai Morgan Jones: Người còn sống đầu tiên Rick gặp ở mùa 1. Sau khi vượt qua cơn suy sụp tinh thần, anh quyết định thoả hiệp với thế giới xung quanh. (mùa 6–8; xuất hiện trong mùa 5; khách mời đặc biệt mùa 3; khách mời mùa 1)
- Alexandra Breckenridge vai Jessie Anderson: Một phụ nữ sống ở Alexandria, có mối quan hệ gần gũi với Rick. (mùa 6; xuất hiện trong mùa 5)
- Ross Marquand vai Aaron: Tuyển trạch viên của Alexandria, người tìm thấy nhóm Rick và đưa họ về. (mùa 6–hiện tại; xuất hiện trong mùa 5)
- Austin Nichols vai Spencer Monroe: Con trai Deanna, một người canh gác của Alexandria. (mùa 6–7; xuất hiện trong mùa 5)
- Tovah Feldshuh vai Deanna Monroe: Cựu nữ nghị sĩ, lãnh đạo của Alexandria. (mùa 6; xuất hiện trong mùa 5)
- Jeffrey Dean Morgan vai Negan Smith: Thủ lĩnh độc tài và vô cảm của quân Saviors. (mùa 7–hiện tại; khách mời đặc biệt mùa 6)[26]
- Austin Amelio vai Dwight: Thành viên lạnh lùng và miễn cưỡng của quân Saviors. (mùa 7–8; xuất hiện trong mùa 6)[26]
- Tom Payne vai Paul "Jesus" Rovia: Tuyển trạch viên của thuộc địa Hilltop. (mùa 7–9; xuất hiện trong mùa 6)[26]
- Xander Berkeley vai Gregory: Người lãnh đạo ích kỷ và phản bội của thuộc địa Hilltop. (mùa 7–9; khách mời mùa 6)[26]
- Khary Payton vai Ezekiel Sutton: "Nhà vua" của cộng đồng Kingdom (Vương quốc). Ezekiel là cựu nhân viên trông nom vườn thú, có một chú hổ cưng tên Shiva. (mùa 8–hiện tại; xuất hiện trong mùa 7)
- Steven Ogg vai Simon: Thành viên cấp cao của quân Saviors, cánh tay phải đắc lực của Negan. (mùa 8; xuất hiện trong mùa 7; khách mời mùa 6)[27]
- Katelyn Nacon vai Enid: Thiếu niên cô đơn sống ở Alexandria. Cô có mối quan hệ gắn bó với Carl. (mùa 8–9; xuất hiện trong mùa 6–7; khách mời mùa 5)[27]
- Pollyanna McIntosh vai Jadis / Anne: Thủ lĩnh bí ẩn, dửng dưng của cộng đồng Scavengers. (mùa 8–9; xuất hiện trong mùa 7)[27]
- Callan McAuliffe vai Alden: Cựu thành viên của Saviors nhưng sau đó chuyển sang trung thành với Hilltop. (mùa 9–hiện tại; xuất hiện trong mùa 8)[28]
- Avi Nash vai Siddiq: Bác sĩ lang thang được Carl cứu và đưa về Alexandria. (mùa 9–10; xuất hiện trong mùa 8)[28]
- Samantha Morton vai Alpha: Thủ lĩnh quân Whisperers, một nhóm người sống sót bí ẩn mang lớp mặt nạ làm bằng da của xác sống để che giấu sự hiện diện của họ. (mùa 9–10)
- Ryan Hurst vai Beta: Phó chỉ huy quân Whisperers, cánh tay phải của Alpha. (mùa 10; xuất hiện trong mùa 9)[29]
- Eleanor Matsuura vai Yumiko: Bạn gái của Magna, một cung thủ thiện xạ. (mùa 10; xuất hiện trong mùa 9)[29]
- Cooper Andrews vai Jerry: Thành viên của Kingdom, trợ thủ của Ezekiel. (mùa 10; xuất hiện trong mùa 7–9)[29]
- Nadia Hilker vai Magna: Đội trưởng năng nổ của một nhóm nhỏ những người sống sót thường xuyên di chuyển khắp đó đây. (mùa 10; xuất hiện trong mùa 9)[29]
- Cailey Fleming vai Judith Grimes: Con gái của Lori và Rick. (mùa 10; xuất hiện trong mùa 9)[29]
- Cassady McClincy vai Lydia: Con gái của Alpha, từng là thành viên của Whisperers. (mùa 10; xuất hiện trong mùa 9)[29]
- Lauren Ridloff vai Connie: Thành viên khiếm thính trong nhóm của Magna, chị gái của Kelly. (mùa 10; xuất hiện trong mùa 9)[29]

## Sản xuất

### Phát triển

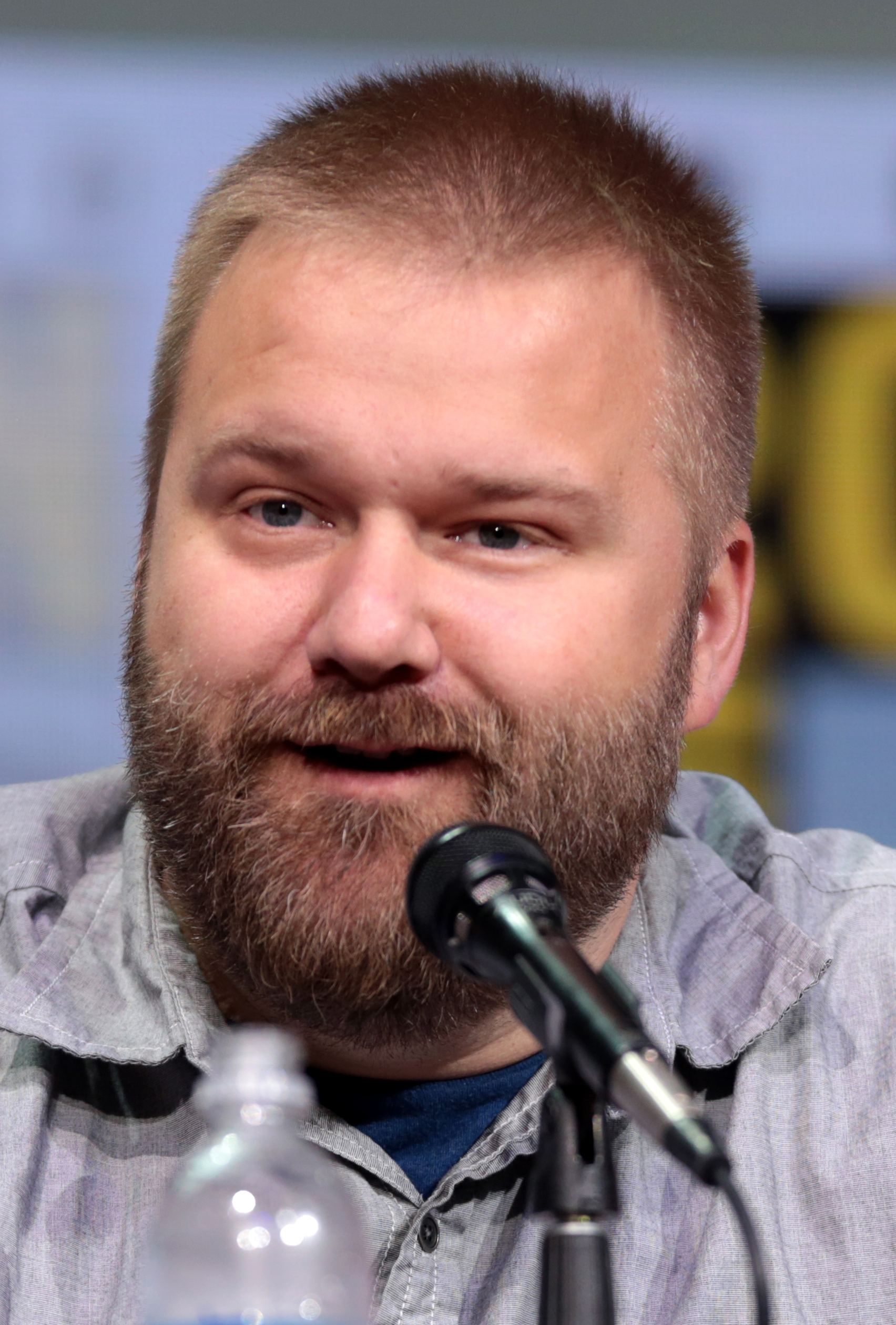
Robert Kirkman, tác giả bộ truyện tranh The Walking Dead, cũng là một trong những giám đốc sản xuất và biên kịch của loạt phim cùng tên.

Ngày 20 tháng 1 năm 2010, AMC đưa ra thông báo chính thức rằng họ đã đặt hàng tập thí điểm cho một loạt phim tiềm năng dựa trên bộ truyện tranh The Walking Dead, với Frank Darabont và Gale Anne Hurd là các giám đốc sản xuất, đồng thời Darabont cũng sẽ đảm nhiệm khâu kịch bản và đạo diễn. AMC chỉ dựa vào nguồn tài liệu gốc, kịch bản phim và sự tham gia của Darabont để đưa ra quyết định đặt làm thành loạt phim. Tháng 1 năm 2010, một bài đánh giá về kịch bản của tập thí điểm đã thu hút nhiều sự chú ý. Tập phim này bắt đầu ghi hình tại Atlanta, Georgia vào ngày 15 tháng 5 năm 2010 sau khi AMC chính thức đặt làm mùa đầu tiên kéo dài sáu tập. Các tập còn lại của mùa đầu tiên bắt đầu quay vào ngày 2 tháng 6 năm 2010 với Darabont đóng vai trò là giám đốc sản xuất. Vào ngày 31 tháng 8 năm 2010, thời điểm trước khi mùa 1 chính thức phát sóng, Darabont tiết lộ với báo chí rằng The Walking Dead sẽ có mùa thứ hai với sự góp mặt của một số "yếu tố môi trường", điều vốn đã xuất hiện trong Tập 2 của bộ truyện tranh, bên cạnh đó công đoạn sản xuất sẽ bắt đầu vào tháng 2 năm 2011. Vào ngày 8 tháng 11 năm 2010, mùa thứ hai gồm 13 tập chính thức được AMC xác nhận.

### Đoàn làm phim
Đội ngũ viết kịch bản cho mùa đầu tiên bao gồm: người phát triển loạt phim kiêm giám đốc sản xuất, Frank Darabont, là tác giả cũng như đồng tác giả của bốn trong sáu tập phim; giám đốc sản xuất Charles H. Eglee; giám đốc sản xuất và là tác giả của bộ truyện tranh, Robert Kirkman; đồng giám đốc sản xuất Jack LoGiudice; cố vấn sản xuất Adam Fierro; và Glen Mazzara; mỗi người chắp bút cho một tập phim. Darabont đạo diễn tập thí điểm, còn Michelle MacLaren, Gwyneth Horder-Payton, Johan Renck, Ernest Dickerson và Guy Ferland lần lượt nắm quyền chỉ đạo năm tập còn lại.
Ngày 1 tháng 12 năm 2010, Deadline Hollywood đưa tin Darabont đã sa thải đội ngũ viết kịch bản của ông, bao gồm cả giám đốc sản xuất Charles "Chic" Eglee, đồng thời ông dự định sử dụng các biên kịch tự do cho mùa thứ hai. Kirkman gọi thông báo này là "vội vàng" và làm rõ rằng lý do Eglee ra đi là để theo đuổi những dự án khác, trong khi Darabont quyết định tiếp tục nắm giữ vai trò giám đốc sản xuất, ngoài ra cũng chưa có bất kỳ một kế hoạch tối ưu nào được đề ra về đội ngũ biên kịch bản cho mùa thứ hai.
[Chic Eglee] đến với The Walking Dead cùng suy nghĩ rằng Frank sẽ chỉ tham gia mùa đầu tiên rồi nghỉ và chuyển sang làm phim điện ảnh [...] Chic không muốn là người nắm quyền thứ nhì trong một chương trình truyền hình khi mà bản thân vốn đã quen làm người đứng đầu, do đó ông ấy quyết định rời vị trí này và làm việc khác, khả thi hơn và không gặp nhiều trở ngại lớn.— Robert Kirkman, TV Guide